# Эль-Мансано (тюрьма)
Эль-Мансано (исп. El Manzano) — тюрьма, расположенная в городе Консепсьон, в Чили.
3 марта 2005 года охранниками Эль-Мансано был обнаружен туннель, длиной в 7 метров, прорытый заключёнными.
После чилийского землетрясения 2010 года начался бунт заключённых в тюрьме Эль-Мансано, последовавший после их неудачной попытки побега. Различные части тюремных помещений оказались подожжёнными восставшими, контроль над ситуацией был взят лишь тогда, когда охранники начали стрелять в воздух и прибыло подкрепление от военных сил.